# Mammadagha Huseynov
Mammadagha Huseynagha oglu Huseynov (en azerí: Məmmədağa Hüseynağa oğlu Hüseynov; Bakú, 8 de febrero de 1929 - Bakú, 20 de enero de 2002) fue un pintor de Azerbaiyán, galardonado con el título "Artista del pueblo de la República de Azerbaiyán" en 2000.

## Biografía
Mammadagha Huseynov nació el 8 de febrero de 1929 en la ciudad de Bakú. En 1949 ingresó en la facultad de Arte de la Universidad Panrusa Guerásimov de Cinematografía en Moscú. Después de graduarse en 1955, regresó a Bakú y comenzó a trabajar en la compañía de cine Azerbaijanfilm. Mammadagha Huseynov fue diseñador en las 20 películas. Él participó en exposiciones celebradas en Azerbaiyán y en el extranjero.
Mammadagha Huseynov falleció el 20 de enero de 2002 en la ciudad de Bakú.

## Premios y títulos
- Artista de Honor de la RSS de Azerbaiyán (1976)[3]
- Artista del pueblo de la República de Azerbaiyán (2000)[4]